# Okres Wołów
Okres Wołów (polsky Powiat wołowski) je okres v polském Dolnoslezském vojvodství. Rozlohu má 675 km² a v roce 2020 zde žilo 46 623 obyvatel. Sídlem správy okresu je město Wołów.

## Gminy
Městsko-vesnické:
- Brzeg Dolny
- Wołów

Vesnická:
- Wińsko

## Města
- Brzeg Dolny
- Wołów

## Sousední okresy
| Růžice kompasu | Lubin   | Góra           | Trzebnica      | Růžice kompasu |
| Růžice kompasu | Lubin   | Sever          | Trzebnica      | Růžice kompasu |
| Růžice kompasu | Lubin   | Okres Wołów    | Trzebnica      | Růžice kompasu |
| Růžice kompasu | Lubin   | Jih            | Trzebnica      | Růžice kompasu |
| Růžice kompasu | Legnica | Slezská Středa | Slezská Středa | Růžice kompasu |